# Akademische Monatsblätter
Die Akademischen Monatsblätter (AM) sind seit 1888 die Verbandszeitschrift des Kartellverbands der katholischen deutschen Studentenvereine (KV). Sie erscheinen zehnmal jährlich mit einer Auflage von 15000 Exemplaren, auch als Internetausgabe. Im August 1935 musste die Zeitschrift ihr Erscheinen einstellen; ab April 1947 erschien sie dann wieder, zunächst als „Rundschreiben“.
Die Akademischen Monatsblätter erscheinen im Kommissionsverlag Verband alter KVer in Marl und werden beim Bonifatius Verlag in Paderborn gedruckt.
In der Zeitschrift werden – neben Mitteilungen über Personen und Angelegenheiten des KV – allgemeine Beiträge zu Religion, Politik und Wissenschaft veröffentlicht.
Alle Ausgaben der AM seit 1888 sind über die Website des KV frei einzusehen.

## Schriftleiter
- 1888 bis 1889: Otto Wilpert, Gymnasiallehrer
- 1889 bis 1891: Paul Weilbächer, Jurist
- 1891 bis 1924: Karl Hoeber, Chefredakteur der Kölnischen Volkszeitung
- 1924 bis 1931: Martin Luible, Ministerialreferent
- 1931 bis 1935: Götz Freiherr von Pölnitz, Historiker
- 1947 bis 1951: Ewald vom Rath, Stadtrat
- 1951 bis 1954: Fritz Krabus, Studienrat
- 1954 bis 1958: Josef Schumacher, Ingenieur
- 1958 bis 2004: Wilhelm Schreckenberg, Oberstudiendirektor
- 2004 bis 2016: Wolfgang Löhr, Stadtarchivdirektor
- seit 2016: Reinhard Nixdorf, Journalist